# Brezovac Dobroselski
Brezovac Dobroselski is een plaats in de gemeente Donji Lapac in de Kroatische provincie Lika-Senj. De plaats telt 3 inwoners (2001).